# Waldir Pires
Francisco Waldir Pires de Souza GCMD • GOMM • CBJM (Acajutiba, 21 de outubro de 1926 — Salvador, 22 de junho de 2018) foi um advogado e político brasileiro filiado ao Partido dos Trabalhadores (PT). Durante o Governo João Goulart, foi Consultor-Geral da República; no governo José Sarney, foi ministro da Previdência Social; no primeiro mandato de Lula, exerceu os cargos de ministro-chefe da Controladoria-Geral da União e ministro da Defesa. Pelo Partido do Movimento Democrático Brasileiro (PMDB, atual MDB) foi governador da Bahia, além de deputado federal por três mandatos e vereador de Salvador.

## Biografia
Nascido na Bahia, filho de José Pires de Souza, ex-seminarista e coletor de impostos, e de Lucíola Figueiredo Pires de Souza. Passou a infância em Amargosa, BA, onde estudou o primário. Cursou o ginasial no Colégio Clemente Caldas em Nazaré, BA, onde, aos quinze anos, a fim de obter recursos para fazer o curso preparatório para a faculdade em Salvador, deu aulas de datilografia a convite do diretor do colégio, Anísio Melhor, que lhe permitiu ainda utilizar uma das salas para ministrar aulas particulares de latim, matéria que havia se tornado obrigatória com a Reforma Capanema. Aos dezesseis anos, com os recursos ganhos, mudou-se para Salvador. Ingressou na Faculdade de Direito da Universidade Federal da Bahia e, ao final do curso, foi escolhido o orador da sua turma, cuja formatura marcou a solenidade de inauguração do Fórum Ruy Barbosa, no ano do seu centenário. Enquanto estudante, na União dos Estudantes da Bahia - entidade à época existente -, liderou o Movimento Antinazista.[carece de fontes?]
Em 2008 foi condecorado com o título de Cidadão Benemérito da Liberdade e da Justiça Social João Mangabeira, que é concedido a brasileiros reconhecidamente dedicados às causas nobres, humanas e sociais que tenham resultado no desenvolvimento político e socioeconômico do Brasil, melhorando significativamente a vida das pessoas.
Em 2012 foi eleito Vereador de Salvador aos 85 anos pelo PT.
A última aparição pública do líder político se deu a 14 de junho de 2018 quando do lançamento de sua biografia, escrita pelo jornalista Emiliano José, no Palácio Rio Branco, no Centro Histórico de Salvador. Faleceu no dia 22 de junho e seu corpo foi cremado em Salvador.

## Secretário de Estado
No início da década de 1950, aos 24 anos, foi Secretário de Estado no governo de Régis Pacheco e se casou com Yolanda Avena, filha do imigrante italiano José Avena e de Angelina Garcia Avena. Em 1954 elegeu-se deputado estadual, formando a base de apoio do Governo Antônio Balbino; em 1958 elegeu-se deputado federal, sendo escolhido vice-líder do Governo Juscelino Kubitschek. Em 1962 candidatou-se ao Governo da Bahia quando, apesar do veto da Igreja Católica — resistente a admitir que um católico aceitasse o apoio do Partido Comunista —, perdeu as eleições por uma diferença de apenas 3% dos votos para o candidato da União Democrática Nacional (UDN), Lomanto Júnior.

## Consultor-Geral da República
Em 1963, quando exercia a função de Coordenador dos Cursos Jurídicos da Universidade de Brasília (UnB), onde era também professor de Direito Constitucional, foi convidado pelo Presidente João Goulart para ocupar o cargo de Consultor-Geral da República, o que o tornou responsável pelas análises e pareceres da juridicidade e da constitucionalidade das leis de Remessa de Lucros e Dividendos  e da lei de reforma agrária, entre outras. Exercia este cargo quando da eclosão do golpe militar em 31 de março de 1964 e foi, junto com Darcy Ribeiro, o último membro do Governo a sair do Palácio do Planalto, onde ficaram, a pedido do presidente, para tentar garantir o respeito à Constituição, segundo um documento enviado ao Congresso - mas desprezado pelas forças de apoio aos militares, que declararam vaga a presidência quando o presidente encontrava-se ainda em território nacional, no Rio Grande do Sul.
Em 4 de abril, já na primeira lista de cassados e perseguido, sai com Darcy Ribeiro de Brasília, de madrugada, num monomotor conseguido pelo deputado Rubens Paiva, e vai para o exílio no Uruguai, onde depois encontra sua esposa Yolanda e seus cinco filhos. Em 1966 muda-se para a França onde, com auxílio de Celso Furtado, é indicado para lecionar Direito Constitucional Comparado e Ciências Políticas em Dijon e em Paris. Volta ao Brasil em 1970, ainda em plena ditadura militar, ocupando-se de uma empresa particular até a queda do Ato Institucional n.º 5, quando, retomados os seus direitos políticos, deixa tudo e volta para a vida pública na Bahia, visitando todos os rincões do Estado para fortalecer o então Movimento Democrático Brasileiro.

## Ministro da Previdência
Ajudou na fundação do PMDB durante a abertura política. Em 1982 foi derrotado na eleição para o Senado por Luís Viana Filho (PDS), que foi reeleito.
Em 1985 é convidado pelo presidente Tancredo Neves para o Ministério da Previdência Social e mantido pelo presidente José Sarney. A gestão austera e eficaz habilita-o a concorrer para o governo da Bahia no ano seguinte e o torna o candidato mais votado da história daquele Estado, com uma vitória esmagadora em todas as regiões.

## Governador da Bahia

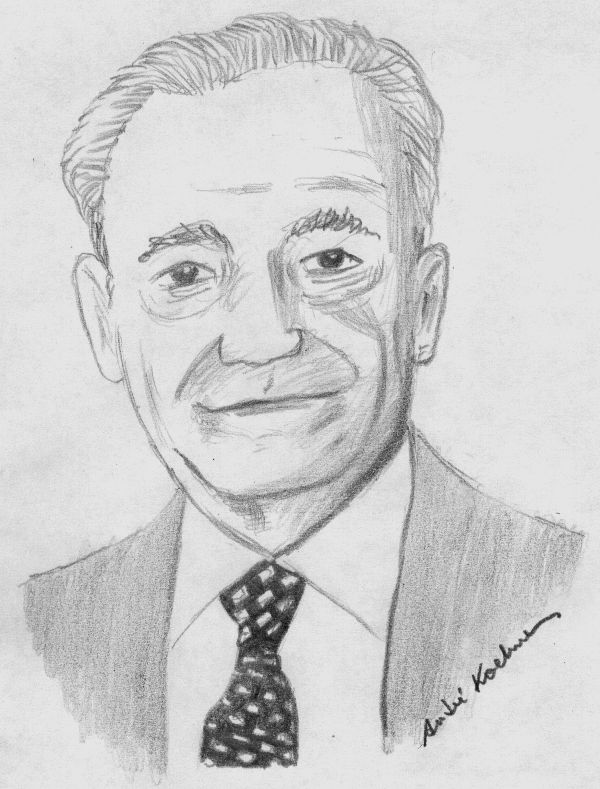
Waldir Pires, caricatura privada.

Mais de duas décadas depois de ter perdido as eleições para o governo da Bahia, volta a se candidatar ao cargo em 1986, nas primeiras eleições diretas para governador após o regime militar. Seus principais adversários, os partidários de Antônio Carlos Magalhães, reúnem-se em torno da candidatura do jurista Josaphat Marinho (PFL), apoiado também pelo então governador João Durval. Com o poder dominante estadual desgastado, Waldir Pires, então no PMDB, consegue obter os apoios necessários para viabilizar uma ampla frente que reunia desde partidos de esquerda até dissidentes do carlismo. Waldir é eleito com ampla maioria, rompendo assim, por breve período, a hegemonia de ACM no Estado, ao tomar posse aos 15 de março de 1987.
Nos dois anos seguintes, seu vice-governador, a quem coube cumprir os dois anos restantes de seu mandato à frente do governo baiano, revelou-se impopular. Nilo Coelho chegou a tentar atropelar um cinegrafista da TV Globo que o filmava ao sair de um estacionamento. O carlismo retornou ao poder com facilidade em 1990, e ocuparia o governo da Bahia e as principais posições políticas no Estado até a vitória de Jaques Wagner, do PT, em 2006.

## Eleição presidencial de 1989

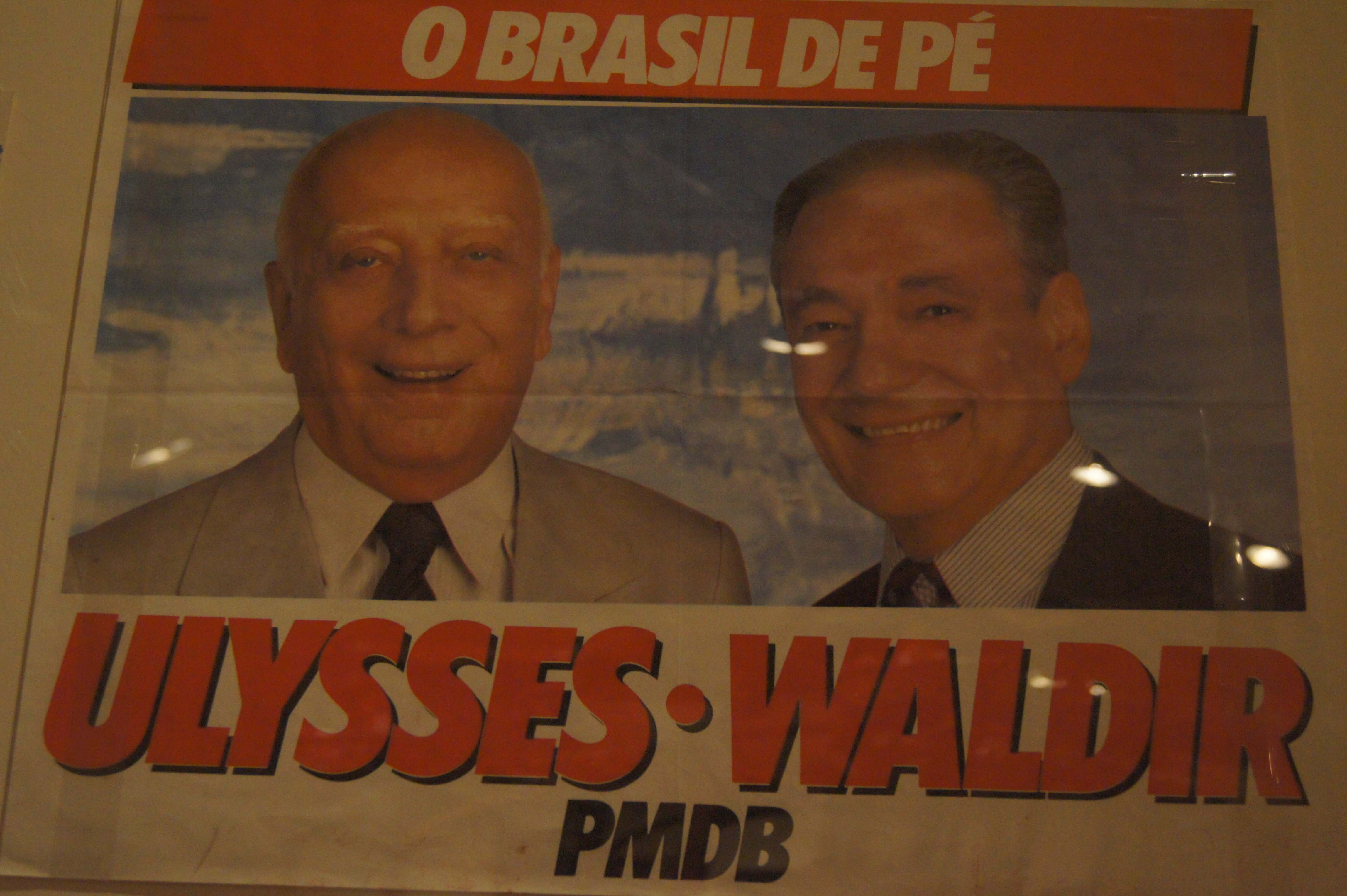
Boca de urna de Ulysses Guimarães e seu vice, o próprio.

Após dois anos de governo, em 29 de abril de 1989, disputa a convenção nacional do PMDB que indicaria o candidato do partido a Presidente da República. No primeiro turno da votação, fica em segundo lugar, com 272 votos, atrás de Ulysses Guimarães, com 302, mas à frente de Iris Rezende (251) e Álvaro Dias (72). Após intensas negociações e com o objetivo de unir o partido, evitando assim um segundo turno da convenção, Ulysses e Waldir concordam em formar uma chapa única, com Waldir saindo candidato a vice-presidente. Com isso, Waldir tem que renunciar ao governo da Bahia, fazendo-o a 14 de maio de 1989, deixando em seu lugar o vice-governador, Nilo Coelho.
Alguns consideraram um mau cálculo político a decisão de Waldir de deixar o governo baiano e integrar uma candidatura que não estava bem nas pesquisas. Outros o defenderam como um gesto de lealdade para com Ulysses, que tinha a autoridade moral de haver liderado a oposição à ditadura. Ulysses e Waldir acreditavam reunir em si todo o carisma que haviam granjeado: o primeiro, como líder da oposição à ditadura e como presidente da Assembleia Constituinte que aprovara a Constituição de 1988; o segundo, pela vitória nas eleições estaduais de 1986. Além disso, contavam com a união do PMDB, maior partido de então, que contava com 22 governadores estaduais em seus quadros.
Mas os eleitores não entenderam assim: com a legalidade de todos os partidos, inclusive os comunistas, uma grande quantidade de candidatos disputou as primeiras eleições democráticas pós-ditadura, e a disputa acabou polarizada entre Fernando Collor e Lula. A chapa de Ulysses e Waldir, apesar dos bons resultados obtidos na Bahia, não consegue passar do primeiro turno, terminando em sétimo lugar.

## Deputado federal
No ano seguinte, em 1990, já no PDT, o ressentimento dos baianos pela sua renúncia não foi maior do que os votos que lhe dedicaram, o que o tornou o deputado com a maior votação no Estado, em todas as épocas, até aquela data. Nas eleições seguintes, já no PSDB, após discordar da cúpula do PDT que passou a apoiar o presidente Collor, foi candidato ao Senado, concorrendo com o seu rival histórico, Antônio Carlos Magalhães. Acabou derrotado por Waldeck Ornelas, na disputa pela segunda vaga ao senado, por uma diferença de 3 mil votos, em uma eleição que levanta até hoje suspeitas de fraude.
Em 1998 elegeu-se deputado federal com a maior votação no Estado, apesar de não ter apoiado o candidato à presidência do PSDB, Fernando Henrique Cardoso, que, preferindo o apoio do PFL de Antônio Carlos, não contou com o partido na Bahia. A coligação com o PFL o afasta do partido e ele ingressa no PT.
Candidatou-se a uma vaga no senado em 2002, ao lado de seu companheiro de chapa Haroldo Lima, perdendo para ACM, que voltou à Câmara Alta após o escândalo do painel eletrônico que pouco antes o fizera renunciar.

## Ministro-Chefe da Controladoria-Geral da União

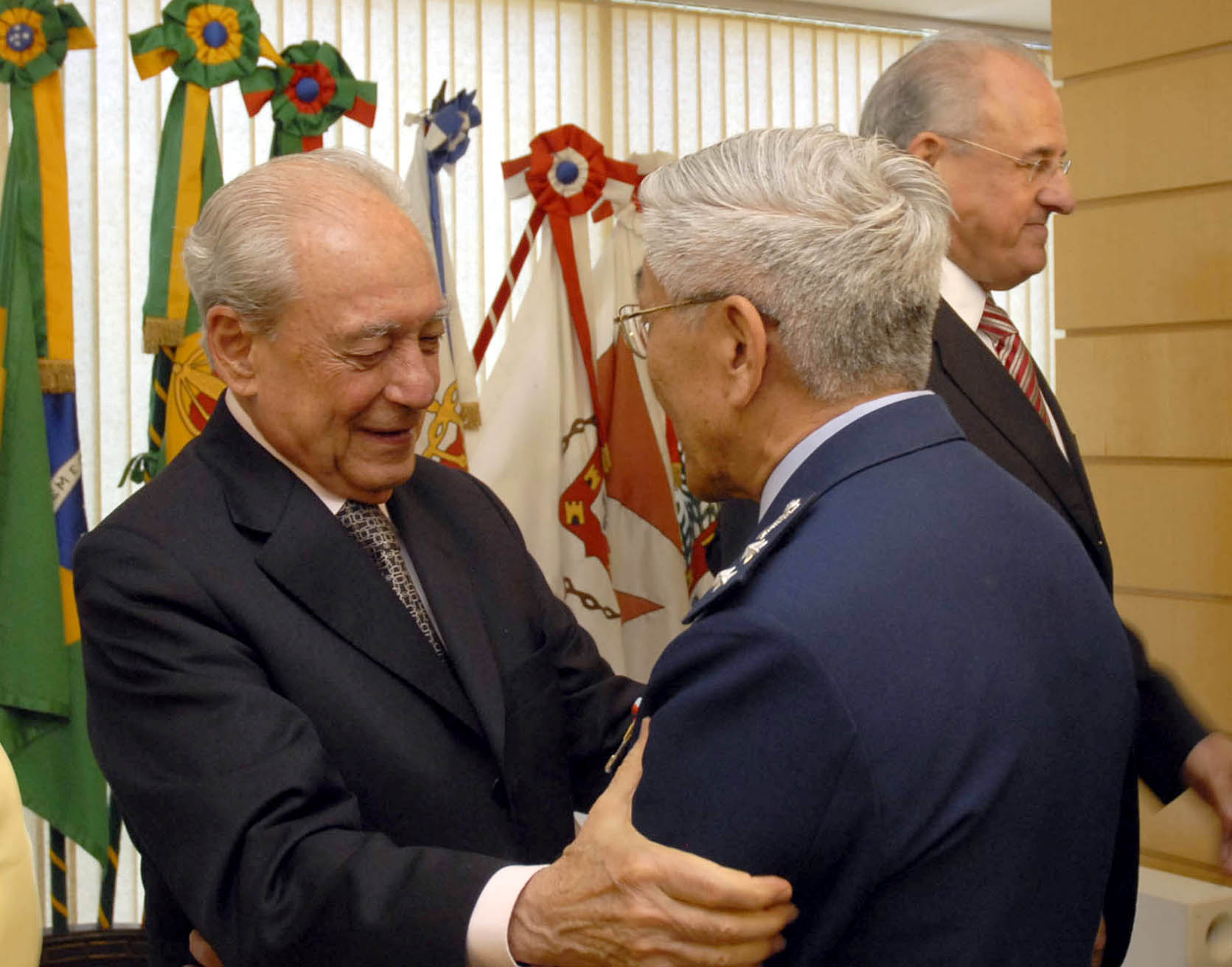
Waldir Pires recebe os cumprimentos do comandante da Aeronáutica, Juniti Saito. Ao fundo, o sucessor de Pires, Nelson Jobim. Foto:Antonio Cruz/ABr

Em 2002 é convidado pelo presidente Lula para o cargo de ministro-chefe da Controladoria-Geral da União (CGU).
No princípio de sua gestão, iniciada em 1 de janeiro de 2003, Waldir Pires promoveu ampla reestruturação da CGU, a fim de que o órgão pudesse cumprir adequadamente sua missão institucional. Da equipe inicialmente encarregada desse trabalho fizeram parte Jorge Hage Sobrinho, que em 2006 viria a suceder Pires no cargo; Luiz Navarro de Britto Filho, que em seguida viria a se tornar secretário-executivo e ministro-chefe da CGU; além de Eduardo de Freitas Filho, Renato Amaral Braga da Rocha e Ricardo Cravo Midlej Silva, entre outros destacados membros de carreiras de Estado.
Durante o período em que esteve no comando da CGU, Waldir Pires implementou diversas e importantes políticas de controle da Administração Pública e de prevenção e combate à corrupção. Nesse contexto, destacam-se o bem-sucedido Programa de Fiscalização a partir de Sorteios Públicos de recursos federais transferidos voluntariamente a estados e municípios, e o Portal da Transparência, ferramenta de transparência governamental reconhecida e premiada no Brasil e no exterior.
Em seu primeiro ano na CGU, foi admitido pelo presidente Lula à Ordem do Mérito Militar no grau de Grande-Oficial. Já em 2005, foi condecorado pelo presidente com a Grã-Cruz da Ordem do Mérito da Defesa.

## Ministro da Defesa
Em 31 de março de 2006 assume o Ministério da Defesa, a pedido do presidente Lula.
Durante sua gestão aconteceu a chamada crise no setor aéreo brasileiro, da qual fazem parte dois terríveis capítulos: os acidentes com o voo Gol 1907, em setembro de 2006, e com o voo TAM 3054, em julho de 2007. A crise culminou com a demissão do ministro de seu cargo, no final de julho. Nelson Jobim, ex-ministro do STF, assumiu a pasta no lugar de Pires. Ironicamente, a demissão ocorreu na mesma semana em que faleceu seu velho rival na política baiana, Antônio Carlos Magalhães.
Sua última função publica foi como vereador da cidade do Salvador, para a qual foi eleito em outubro de 2012, pelo Partido dos Trabalhadores. Cumpriu seu mandato até o fim, encerrando assim sua trajetória política em 31 de dezembro de 2016, aos 90 anos, um ano e meio antes do seu falecimento.